# Gina-Lisa Lohfink
Gina-Lisa Lohfink (Seligenstadt, Alemania, 23 de septiembre de 1986) es una modelo alemana, que se hizo popular gracias a sus participaciones en la Reality-TV Germany's Next Top Model.

## Biografía
Lohfink concluyó sus estudios como asistente médico a la vez que trabajaba en un estudio de fitness. Ganó varios concursos de belleza, entre ellos Miss Frankfurt en 2005 y Miss Darmstadt 2006. Además, participó en 2007 en el concurso Queen of the World. Lohfink alcanzó el puesto 12 en el casting show Germany’s Next Topmodel.
Pese a haber tenido que abandonar el casting show en la fase inicial, ganó presencia mediática en MyVideo con el programa Gina-Lisa's Welt. Los dos primeros capítulos alcanzaron más de 6 millones de descargas. Lohfink participó en el programa televisivo taff en la sección City Check como "experta en viajes". Además participó como invitada en el programa Gülcan und Collien ziehen aufs Land. Ganó en fama en 2008 en la prensa del corazón gracias a un vídeo porno privado. En la comedia televisiva Putzfrau Undercover Lohfink hizo su debut como actriz. Lohfink trabajo como imagen publicitaria para M&M's y Sixt y fundó la marca de moda Zack die Bohne!, que vende, entre otros, camisetas y gafas de sol.
En 2009 Lohfink aparece en la portada de la revista de hombres FHM. Tuvo una relación amorosa con el cantante de pop Marc Terenzi. En la serie de la cadena pública alemana ARD Marienhof se hizo en 2009 con un papel como invitada. En septiembre de 2009 se publicó un videojuego titulado Gina Lisa Powershopping para Nintendo DS. En octubre de 2009 participó en la serie televisiva We are Family, de la cadena privada ProSieben con dos capítulos dobles bajo el título Gina Lisa's Best Buddy, en el que buscaba una pareja.

## Filmografía
| Películas - 2008: Putzfrau Undercover | Televisión - 2008: taff - 2009: We are Family | Colaboraciones - 2008: Gülcan und Collien ziehen aufs Land - 2009: Marienhof |